# チャガル・バザール
チャガル・バザール（チャガル・バザル Chagar Bazar）はシリア北部にある、紀元前6千年紀から紀元前2千年紀にかけての考古遺跡。ハブール川の支流ダラ川（Dara）のほとりの遺丘（テル）にある。テル・チャガル・バザール（Tell Chagar Bazar）や Šagir Bazar とも表記される。
チャガル・バザール遺跡は新石器時代から人が住んでいた。発掘の結果、紀元前6千年紀の有土器新石器時代に北メソポタミアで栄えたハラフ文化に属する土器が見つかった。青銅器時代初期の紀元前3千年紀ごろには、チャガル・バザールは12ヘクタール（30エーカー）ほどの大きさの小さな町にまで拡大していた。しかし紀元前3千年紀末には放棄されたとみられる。青銅器時代中期、フルリ人がこの地に再び町を作っており、紀元前2千年紀前半に見られるハブール土器（Khabur ware）の優れた例が発見されている。
チャガル・バザールはイギリスの考古学者マックス・マローワン（Max Mallowan）が1935年から1937年にかけて発掘し、発見された遺物の多くは大英博物館に収蔵された。土器のほかにも、楔形文字の書かれた粘土板多数も発見された。1999年、ベルギーの考古学者とシリアの考古学当局の協力の下、ケンブリッジ大学の調査隊によりチャガル・バザールの発掘が再開されている。